# Давыдов, Сергей Львович
Сергей Львович Давыдов (22 сентября 1917, Петроград, Российская республика — 4 декабря 2017, Москва, Россия) — советский учёный, произведший подрыв первой ядерной бомбы СССР 29 августа 1949 года на Семипалатинском полигоне. Участник испытаний ядерных и водородных бомб. Лауреат двух Сталинских премий (1951, 1953), кандидат технических наук, полковник.

## Биография
Выпускник Путейского института (факультет сигнализации, централизации, блокировки, и связи), Военной Академии связи имени Будённого в Ленинграде. В Вооруженных Силах с октября 1938 года. С мая 1941 года — преподаватель Ленинградского военного училища связи.
В 1947 году назначен старшим научным сотрудником Семипалатинского ядерного полигона, с 1950 по 1972 год проходил службу в 6-м управлении 12-го Главного управления Министерства обороны СССР.
29 августа 1949 года Давыдов включил программный автомат собственной разработки при подрыве ядерного заряда бомбы РДС-1, а в августе 1953 года — первой советской водородной бомбы. Участвовал в подрыве 16 ядерных зарядов, в 63 испытаниях являлся консультантом.
С мая 1950 года — старший офицер научно-технического отдела 6-го управления Военного министерства (Министерства Обороны), с марта 1959 года —
заместитель начальника «полигонного отдела» 12-го Главного управления МО СССР. Уволен с действительной военной службы в 1972 году в звании полковника. С 1972 по 1989 год работал в ВНИИ оптико-физических измерений Госстандарта в должности старшего научного сотрудника, заместитель директора по научной работе.
Автор воспоминаний об участии в создании ядерного оружия — «История атомного проекта».
Скончался 4 декабря 2017 года на 101-м году. Похоронен на Федеральном военном мемориальном кладбище.

## Награды и премии
- Сталинская премия 2-й ст. (1951) — за участие в проведениях ядерных испытаний
- Орден Трудового Красного Знамени (1951)
- Сталинская премия 3-й ст. (1953) — за участие в проведениях ядерных испытаний
- Орден Красной Звезды (1953)
- Орден Красной Звезды (1962)
- Медали СССР
- Медали РФ